# Phlebotomus katangensis
Phlebotomus katangensis är en tvåvingeart som beskrevs av Joseph Charles Bequaert och Walravens 1930. Phlebotomus katangensis ingår i släktet Phlebotomus och familjen fjärilsmyggor.
Artens utbredningsområde är Kongo. Inga underarter finns listade i Catalogue of Life.